# Naturdenkmal Teich und Erlenfeuchtwald im Herdringer Forst
Das Naturdenkmal Teich und Erlenfeuchtwald im Herdringer Forst liegt im Herdringer Forst nördlich von Niedereimer im Stadtgebiet von Arnsberg und hat eine Größe von 0,37 ha. Das Gebiet wurde 1998 mit dem Landschaftsplan Arnsberg durch den Hochsauerlandkreis als Naturdenkmal (ND) ausgewiesen.
Es handelt sich um einen Teich und bachbegleitenden Erlenwald. Zum Zeitpunkt der Ausweisung war der Teich zu zwei Drittel verlandet. Im ND ist es verboten nicht von Natur aus heimische Bauarten zu pflanzen.
Das ND wurde ausgewiesen zur Erhaltung und Optimierung des Gebietes. Im ND soll die hohe Artenvielfalt und Lebensraum für Amphibien und Wasserinsekten erhalten werden.